# Francisco Gregorio Billini
Francisco Gregorio Billini, (Santo Domingo, 25 april 1844 - Santo Domingo, 28 november 1898), was in 1884-1885 president van de Dominicaanse Republiek. Billini was schrijver, pedagoog en politicus. Hij was de zoon van Hipólito Billini uit de stad Baní, en María de Regla Aristy; zijn grootvader was afkomstig uit het Italiaanse Ravenna. Als jongen leerde Billini goed Italiaans te spreken en te schrijven; ook leerde hij goed Latijn. De latere president Fernando Arturo de Meriño was een van zijn docenten. Billini was lid van de Partido Azul, de Vrijheidspartij, en droeg de overtuiging uit dat zijn land onafhankelijk moest zijn. Daarom nam hij in de jaren 1863-1865 deel aan het verzet tegen de Spaanse overheersing. Omdat hij een tegenstander was van het impopulaire bewind van Buenaventura Báez, moest hij in 1868 in ballingschap gaan. Na zijn terugkeer werd hij parlementair afgevaardigde van de provincie Azua. Ondertussen was hij actief als toneelschrijver en journalist. In 1879 richtte hij het tijdschrift El Eco de la Opinión op, dat tot aan zijn dood zou blijven verschijnen.
In 1880 werd hij minister van Oorlog en Marine, en twee jaar later voorzitter van de Senaat en het Congres. In 1884 werd hij na een bittere electorale strijd tegen Casimiro Nemesio de Moya verkozen tot president van de Dominicaanse Republiek. Zijn aantreden was op 1 september 1884. Maar nog geen jaar later, op 16 mei 1885 trad hij alweer af omdat hij zich verzette tegen beperking van de vrijheid van meningsuiting voor de Dominicaanse pers. Daarna wijdde hij zich alleen nog aan zijn journalistieke en literaire activiteiten. In 1892 verscheen zijn bekendste boek, een roman in het costumbrista-genre, Baní o Engracia y Antoñita. Hij overleed op 28 november 1898 in Santo Domingo. Zijn stoffelijke resten werden in 1998 op last van president Leonel Fernández overgebracht naar het Panteón Nacional de Santo Domingo.